# Mường Men
Mường Men là một xã thuộc huyện Vân Hồ, tỉnh Sơn La, Việt Nam.

## Địa lý
Xã Mường Men có vị trí địa lý:
- Phía đông giáp xã Quang Minh
- Phía tây giáp xã Chiềng Khoa
- Phía nam giáp xã Chiềng Yên và xã Lóng Luông
- Phía bắc giáp xã Mường Tè và xã Tô Múa.

Xã Mường Men có diện tích 44,62 km², dân số năm 2020 là 1.871 người, mật độ dân số đạt 42 người/km².

## Hành chính
Xã Mường Men được chia thành 6 bản: Chột, Cóm, Khà Nhài, Nà Pa, Ui, Uông.

## Lịch sử
Sau năm 1975, xã Mường Men thuộc huyện Mộc Châu.
Ngày 10 tháng 6 năm 2013, Chính phủ ban hành Nghị quyết 72/NQ-CP về việc chuyển xã Mường Men thuộc huyện Mộc Châu về huyện Vân Hồ mới thành lập quản lý.